# عمر صغیر
عمر صغیر (انگلیسی: Amor Sghaier؛ زادهٔ ۸ نوامبر ۱۹۵۰) بازیکن هندبال اهل تونس بود.